# اکازوچیتلان
اکازوچیتلان (به اسپانیایی: Acaxochitlán) در مکزیک است که در ایالت ایدالگو واقع شده‌است.

## خصوصیات
اکازوچیتلان ۲۲۶٫۱ کیلومترمربع مساحت و ۳۴٬۸۹۲ نفر جمعیت دارد.